# Национална държава
Национална държава е конституционно правен тип държава, тя е форма на самоопределение и организация на една нация в определена суверенна територия и изразява волята на съответната нация. Първи сведения за формиране на такъв тип държави датират от 5 хилядолетие пр.н.е., обединила племената по делтата на река Нил.
Националната държава е тясно свързана с развитието на национализма в Европа през 17 - 18 век, колониализма и национални движения на 19 и първата половина на 20 век. През 20 век, националните държави се превръщат в основната форма на управление на по-голямата част от страните по света.